# 锡登博伦廷
锡登博伦廷（德語：Siedenbollentin）是德国梅克伦堡-前波美拉尼亚州的市镇，隶属于梅克伦堡湖区县。总面积为18.82平方千米，截至2023年12月31日总人口为551人。